# Marysinek (Varsovie-ouest)
Pour les articles homonymes, voir Marysinek.
Marysinek [marɨˈɕinɛk] est un village polonais de la gmina de Błonie situé dans le powiat de Varsovie-ouest et dans la voïvodie de Mazovie, dans le centre-est de la Pologne.
Il est situé à environ 10 kilomètres à l'ouest de Błonie, à 22 kilomètres à l'ouest de Ożarów Mazowiecki (le chef-lieu du district), et à 36 kilomètres à l'ouest de Varsovie.
Le village a une population de 64 habitants en 2000.